# Macadamia
Macadamia ist eine Pflanzengattung in der Familie der Silberbaumgewächse (Proteaceae). Sie ist vor allem durch die Frucht der beiden Arten Macadamia integrifolia und Macadamia tetraphylla bekannt, deren Samen Macadamianuss genannt wird.

## Beschreibung

### Erscheinungsbild und Blätter
Macadamia-Arten wachsen als Bäume, manchmal mit mehreren Stämmen und erreichen je nach Art Wuchshöhen von 6 bis zu 18 Metern. Es werden mehr oder weniger stark Brettwurzeln gebildet.

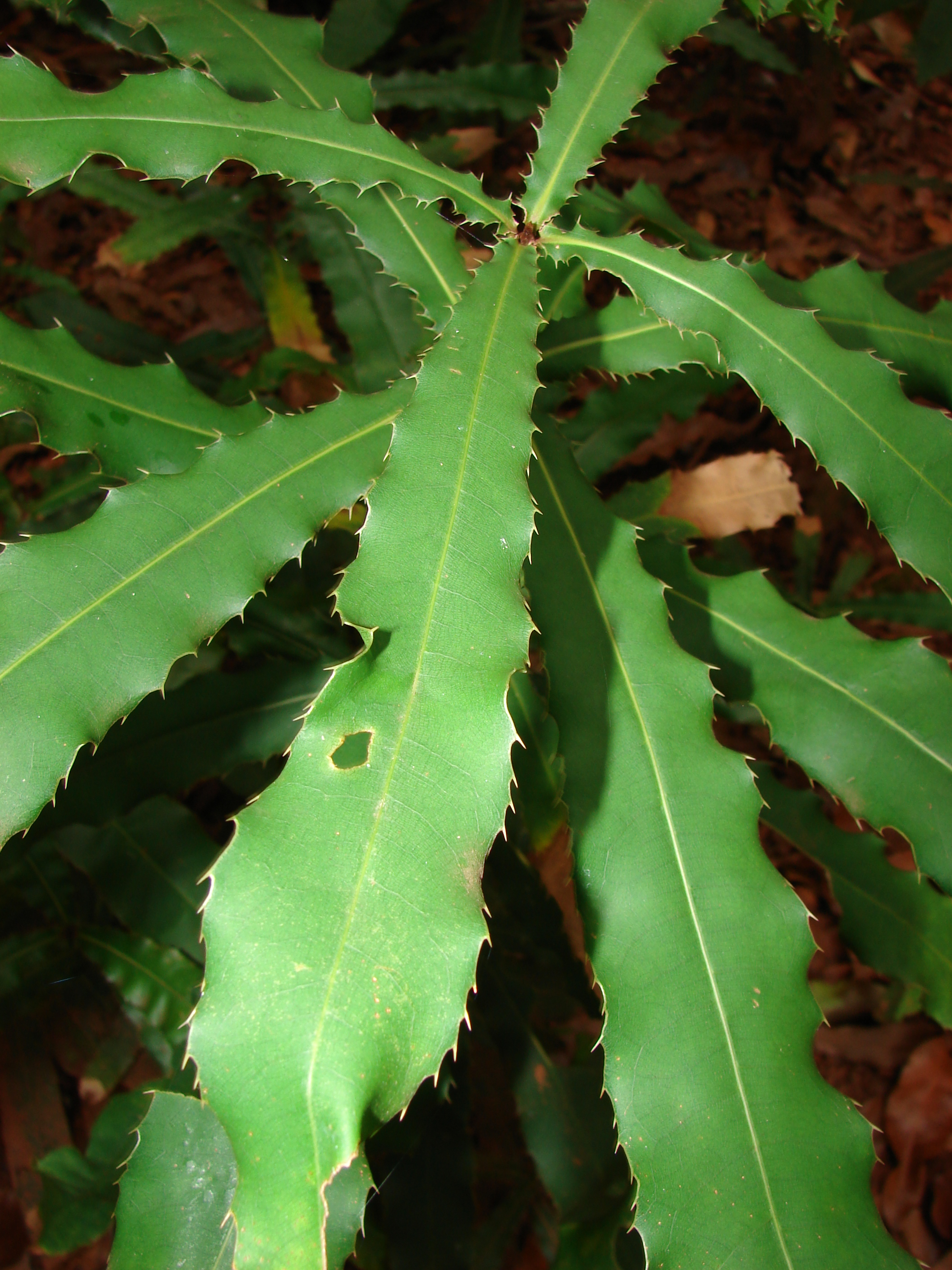
Stachelspitzige Laubblätter eines jungen Exemplars von Macadamia integrifolia

Die Laubblätter sind in Wirteln zu dritt, viert oder fünft an den Zweigen angeordnet, ungestielt oder mit einem bis 18 mm langen Blattstiel. Die ledrigen länglichen Blätter besitzen eine einfache Blattspreite und haben eine lanzettliche bis verkehrt-eilanzettliche Form sowie je nach Art und Alter der Exemplare einen glatten oder stachelspitzigen Blattrand. Die Blätter sind bis 25 cm lang und bis 7 cm breit, die Spitze ist zugespitzt bis stumpf.

### Blütenstände und Blüten

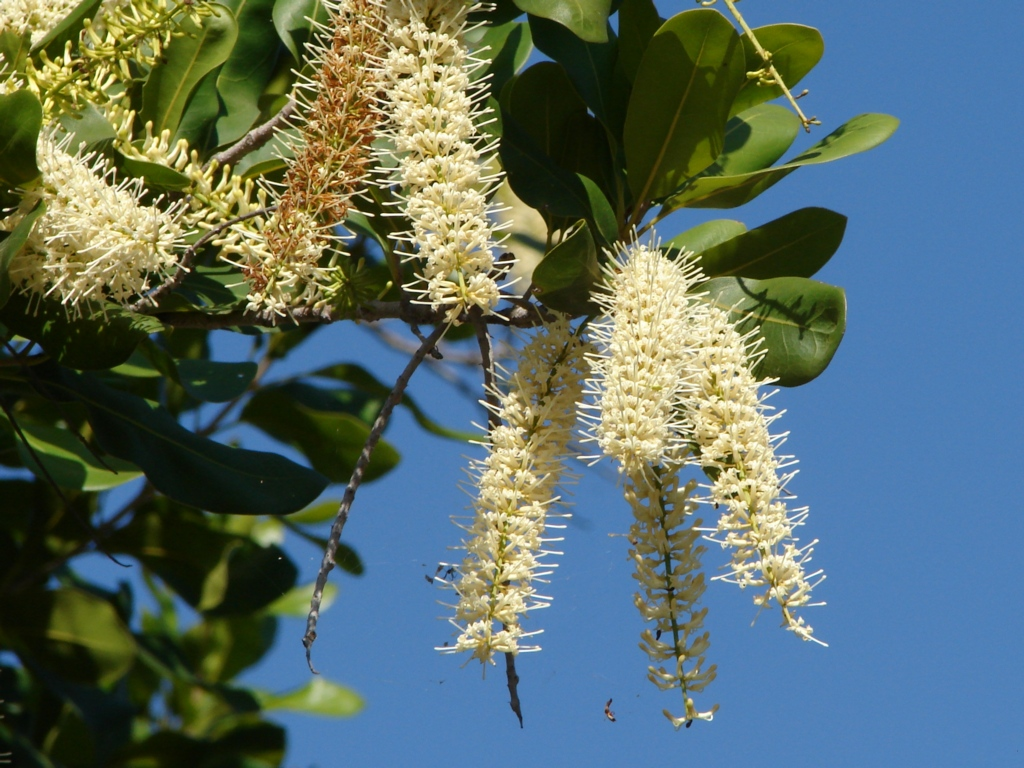
Unverzweigte Blütenstände von Macadamia integrifolia

Die seiten- oder endständigen, pseudo-traubigen Blütenstände sind immer einfach, im Gegensatz zu den früher auch hier eingeordneten Arten der Gattung Lasjia mit verzweigten Blütenständen. Immer zwei gestielte Blüten stehen zusammen über einem mehr oder weniger früh vergänglichen Tragblatt. Die zwittrigen Blüten sind radiärsymmetrisch (bei Triunia sind sie leicht zygomorph) und vierzählig. Es sind nur vier Blütenhüllblätter vorhanden und sie können frei oder untereinander verwachsen sein. Die cremefarbenen, creme-braunen oder rosafarbenen Blütenhüllblätter sind riemenförmig mit verbreitertem oberen Ende; sie rollen sich im Verlauf der Anthese kreisförmig zurück. Es sind nur vier Staubblätter vorhanden. Die Staubfäden sind einen Teil ihrer Länge mit den Blütenhüllblättern verwachsen. Die Konnektive überragen etwas die Staubbeutel. Die kahlen Nektardrüsen sind verwachsen und bilden einen Ring um den Fruchtknoten herum (bei Triunia sind sie frei). Jede Blüte enthält nur ein sitzendes, kahles bis seidig behaartes, oberständiges Fruchtblatt. Das Fruchtblatt enthält nur zwei orthotrope Samenanlagen. Der stielrunde bis leicht vierkantige Griffel endet in einer ei- oder keulenförmigen Narbe.

### Früchte und Samen

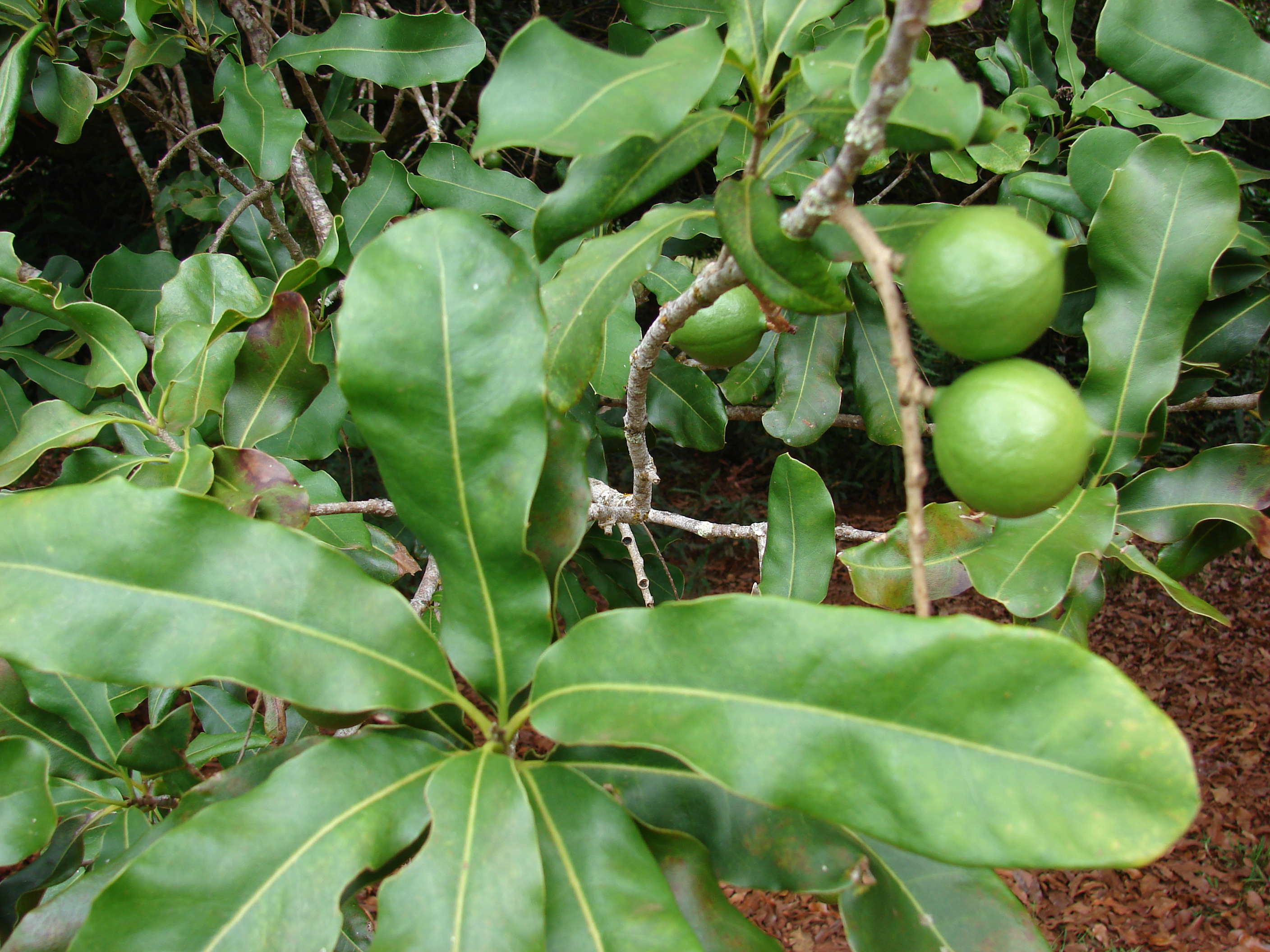
Glattrandige Laubblätter eines älteren Exemplars von Macadamia integrifolia mit Früchten

Die kugelförmigen, anfänglich hellgrünen, später dunkelbraunen, glatten, lederigen, etwa 2–4 Zentimeter großen Steinfrüchte (oder nach anderer Auffassung Balgfrüchte) besitzen am oberen Ende eine fein auslaufende Spitze. Die Früchte öffnen sich erst spät entlang einer mehr oder weniger deutlichen Längsnaht und enthalten meist nur einen nussbraunen Samen. Das Perikarp ist etwa 2–5 mm dick und faserig.
Der kugelige bis breit-eiförmige, etwa 1,3–2,5 Zentimeter große Steinkern, der Same (die Macadamianuss), besitzt eine fibröse, glatte, feinrunzlige, sehr harte, glänzende, schwer zu knackende, etwa 2–5 mm dicke Samenschale (Testa, Endokarp). Der kugelige Embryo besteht aus zwei großen, cremefarbenen, halbkugelförmigen, süß, fade oder bitter schmeckenden Keimblättern (Kotyledone). Er ist durchschnittlich 2,4 bis 3,4 Gramm schwer.

## Nutzung

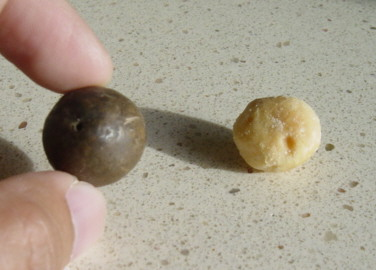
Macadamia-Nüsse: links mit Schale, rechts geröstet

Wirtschaftlich bedeutend sind nur zwei Arten: Macadamia tetraphylla (ihre Nüsse haben eine raue Schale und sind nicht zum Rösten geeignet) und Macadamia integrifolia (mit glatter, aber etwas dünnerer Schale). Nur diese beiden Arten bringen direkt essbare Nüsse hervor. Die Nüsse der anderen Arten sind zu bitter, um genießbar zu sein, wurden aber historisch von den Ureinwohnern Australiens, einigen Aborigines-Stämmen, durch Zermahlen und längeres Auslaugen nutzbar gemacht.
Die wildwachsenden Nüsse sind eine gute protein- und fettreiche Nahrungsquelle. Einer der überlieferten Namen aus ihren Sprachen lautet Kindal Kindal.
Macadamianüsse gelten als sehr feine und wohlschmeckende Nüsse. Zudem gehören sie aufgrund des schwierigen Anbaus, der komplizierten Weiterverarbeitung und insbesondere der gestiegenen Nachfrage zu den teuersten Nüssen der Welt – daher auch die Bezeichnung „Königin der Nüsse“.
Das Macadamiaöl findet auch in der Kosmetikindustrie Verwendung, beispielsweise als exklusives Körperöl.

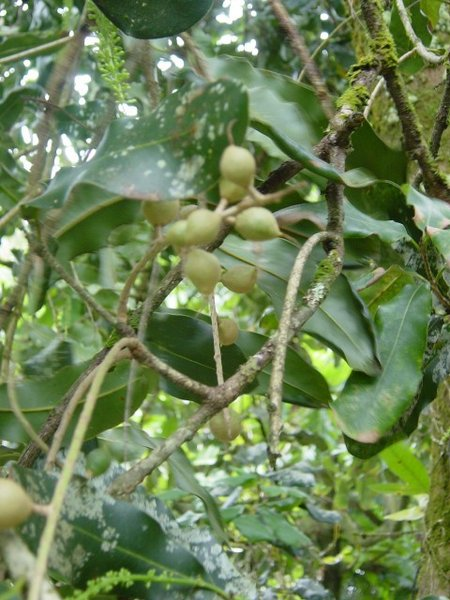
Reifende Macadamia-Früchte auf Hawaii

## Ertrag und Ernte
Die Bäume tragen nach sieben bis zehn Jahren die ersten Früchte und können bis zu 50 kg an Ernte bringen. Die Erntezeit liegt zwischen März und September und wird aufgrund der unterschiedlichen Reifegrade der Nüsse in mehreren Erntezyklen durchgeführt.
Die Nüsse reifen auf den Bäumen und werden vom Boden geerntet. Danach lässt man sie gut belüftet einige Wochen bis Monate lagern, um ihren Wassergehalt von ursprünglich 30 Prozent auf etwa 1,5 bis 2 Prozent zu reduzieren. Dadurch lassen sie sich leichter knacken. Die Nüsse kommen fast ausschließlich geschält oder weiterverarbeitet in den Handel, da ihre Schale sehr hart und relativ dick ist. Sie lässt sich durch die meisten herkömmlichen Nussknacker nicht öffnen; am besten eignen sich spezielle Spindelnussknacker.

## Nährwerte und Inhaltsstoffe

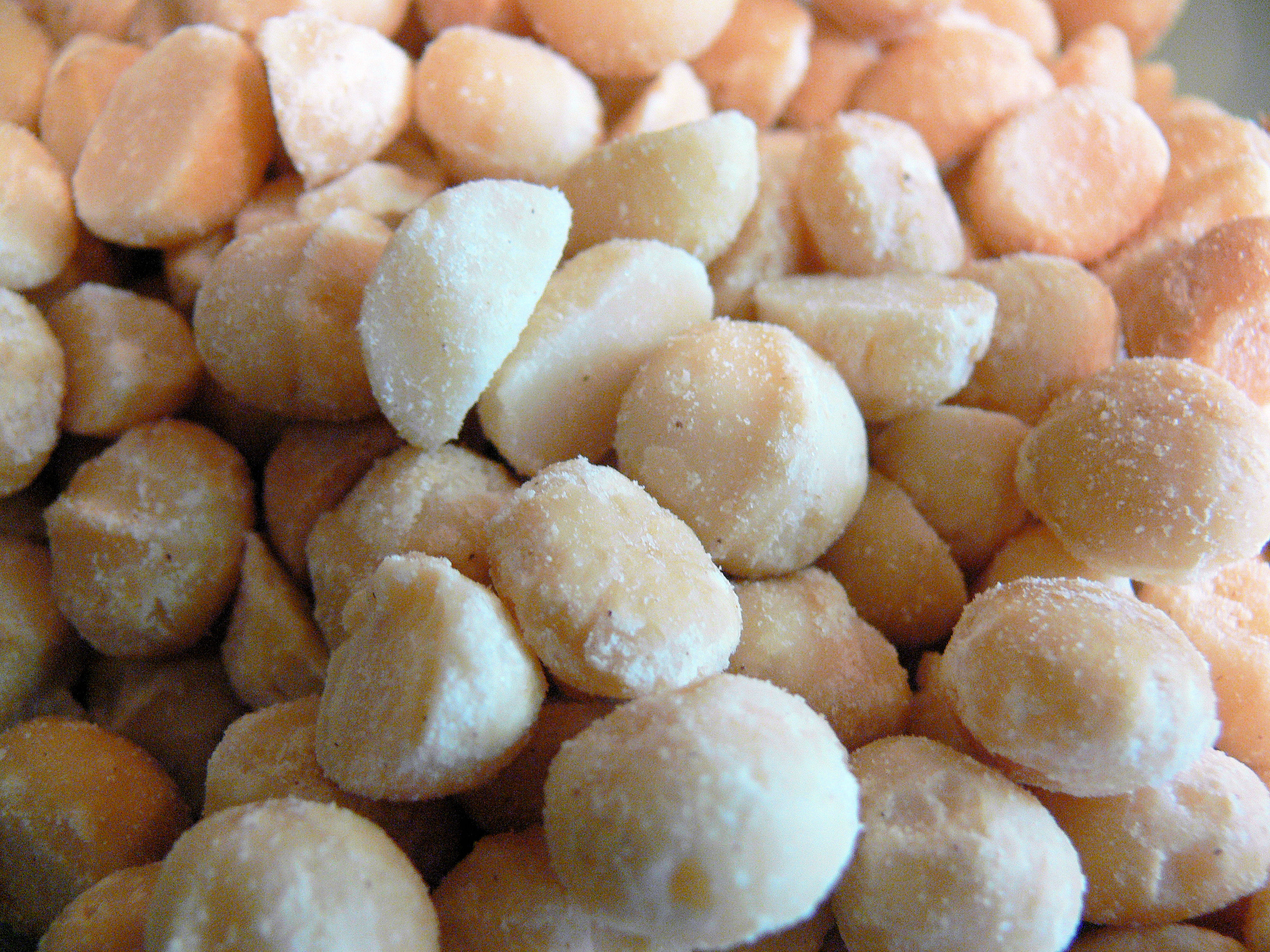
Geschälte, geröstete und gesalzene Macadamia-Nüsse, wie sie im Handel erhältlich sind

Nährwerte je 100 g (essbar, natur, ohne Salz)
- Brennwert 3005 kJ (718 kcal)
  - Eiweiß 7,79 g
  - Fett 72,64 g, davon
    - 16 % gesättigte Fettsäuren
    - 2 % Omega-6-Fettsäuren
    - 1 % Omega-3-Fettsäuren
    - 81 % einfach ungesättigte Fettsäuren

  - Kohlenhydrate 4 g
- Mineralstoffe
  - Kalium 363 mg
  - Phosphor 198 mg
  - Magnesium 118 mg
  - Calcium 70 mg
  - Natrium 4 mg
  - Zink 1,29 mg
  - Eisen 2,65 mg
- Vitamine
  - Niacin (B3) 2,27 mg
  - α-Tocopherol (E) 0,57 mg
  - Pantothensäure (B5) 0,60 mg
  - Thiamin (B1) 0,71 mg
  - Pyridoxin (B6) 0,35 mg
  - Riboflavin (B2) 0,08 mg
  - Folsäure (B9) 10 µg

### Giftigkeit
Macadamia-Nüsse sind giftig für Katzen und Hunde. Die Wirkmechanismen sind unbekannt.
Bei Hunden zeigt sich die Wirkung nach Aufnahme von Macadamianüssen in Mengen über 2 g/kg Körpergewicht zunächst als Lethargie und Schwäche, insbesondere der Hinterbeine. Des Weiteren können Erbrechen, Stand- und Gangunsicherheit (Ataxie) sowie Muskelzittern und erhöhte Körpertemperatur auftreten. Die meisten Hunde erholen sich von der Intoxikation innerhalb 24 Stunden, ungeachtet der Behandlung, und sind nach 48 Stunden völlig genesen.
Bei Katzen können Muskelzittern, Lahmheit, Gelenksteifigkeit und hohes Fieber auftreten.

## Heimat, Gefährdung und Anbaugebiete
| Land                | Mittlere Jahres- produktion (t) |
| ------------------- | ------------------------------- |
| Südafrika           | 18 233                          |
| Australien          | 15 248                          |
| Volksrepublik China | 09 203                          |
| Kenia               | 07 646                          |
| Vereinigte Staaten  | 03 199                          |
| Guatemala           | 02 816                          |
| Malawi              | 01 910                          |
| Brasilien           | 01 545                          |
| Andere              | 05 282                          |

Der Ursprung aller Macadamia-Arten findet sich in Queensland und dem angrenzenden New South Wales im östlichen Australien. Sie kommen ausschließlich in einem subtropischen Gebiet innerhalb eines etwa 500 km langen Streifens an der Ostküste des Landes vor.
Trotz der hohen Ansprüche der wenig wuchsfreudigen Bäume gehören heute neben Australien auch Hawaii, Neuseeland, Südafrika, Malawi, Kenia, Israel, Brasilien, Kalifornien, Guatemala, Paraguay und Bolivien zu den Anbaugebieten. Macadamia ist die einzige australischstämmige Nahrungspflanze, welche in nennenswertem Umfang weltweit gehandelt wird.
Zumindest die Arten Macadamia tetraphylla und Macadamia integrifolia gelten heute in New South Wales als gefährdet.

## Systematik und botanische Geschichte

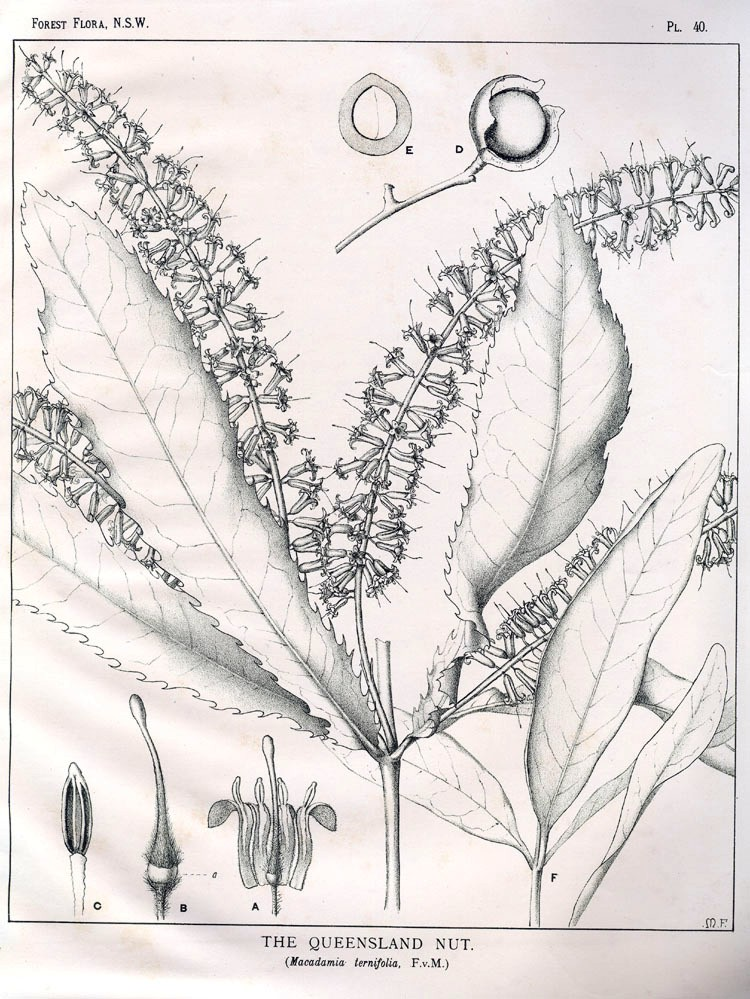
Illustration von Macadamia ternifolia

Etwa um 1857 wurde die erste Art Macadamia ternifolia durch die Botaniker Ferdinand von Müller und Walter Hill, den Direktor des Botanischen Gartens von Brisbane, in einem Wald am Pine River der Moreton Bay entdeckt. Der Gattungsname Macadamia ehrt den befreundeten Wissenschaftler John Macadam (1827–1865). Die Gattung Macadamia wurde 1857 durch Ferdinand von Müller in Account of some new Australian plants in Transactions and Proceedings of the Philosophical Institute of Victoria 2, S. 72 mit der Erstbeschreibung der Typusart Macadamia ternifolia F.Muell. aufgestellt.
Die Gattung Macadamia gehört zur Tribus Macadamieae in der Unterfamilie Grevilleoideae innerhalb der Familie Proteaceae. Einige früher in dieser Gattung eingeordnete Arten wurden in andere gleichfalls artenarme Gattungen, beispielsweise Lasjia P.H.Weston & A.R.Mast (fünf Arten), Triunia, Floydia gestellt.
Seit 2008 werden nur noch vier Arten unterschieden (gegenüber vorher bis zu zehn Macadamia-Arten):
- Echte Macadamianuss oder Queenslandnuss[19] (Macadamia integrifolia Maiden & Betche)
- Macadamia jansenii C.L.Gross & P.H.Weston
- Dreiblättrige Macadamianuss[19] (Macadamia ternifolia F.Muell.)
- Rauschalige Macadamianuss[19] (Macadamia tetraphylla L.A.S.Johnson)